# Philine teres
Philine teres is een slakkensoort uit de familie van de Philinidae. De wetenschappelijke naam van de soort is voor het eerst geldig gepubliceerd in 1903 door Hedley.